# 埃尔普河畔阿韦讷区
埃尔普河畔阿韦讷区是法国北部省所辖的一个区。总面积1407.5平方公里，总人口228395，人口密度162人/平方公里（2018年）。主要城镇包括莫伯日、热蒙、埃尔普河畔阿韦讷及富尔米。

## 辖区
埃尔普河畔阿韦讷区辖有151个市镇。
1. ↑  .   [2021-05-11]. （原始内容存档于2021-05-11）.